# Jair Rodrigues Júnior
Jair Rodrigues Júnior (Ibirubá, 26 de agosto de 1994), conhecido apenas como Jair, é um futebolista brasileiro que atua como volante. Atualmente, joga pelo Vasco da Gama.

## Carreira

### Início

#### Internacional
Jair subiu ao profissional do Internacional em 2012 com apenas 17 anos, e conquistou quatro títulos do Campeonato Gaúcho pelo clube.

#### Empréstimos
Sem grande destaque pela equipe gaúcha, teve passagens por Boa Esporte, Veranópolis, Juventude e Sport, onde obteve destaque na Série A do Campeonato Brasileiro de 2018.

### Atlético Mineiro
Após se destacar no clube nordestino, Jair se transferiu para o Atlético Mineiro no início da temporada de 2019. Sua estreia pelo Galo aconteceu em 20 de janeiro de 2019, na goleada por 5 a 0 sobre o seu ex-clube, o Boa Esporte, pelo Campeonato Mineiro. Seu primeiro gol ocorreu no dia 30 de janeiro, ele balançou as redes na vitória por 4 a 0 sobre a equipe do URT.
Em 2021, Jair foi peça fundamental no time que conquistou o Campeonato Brasileiro e a Copa do Brasil.
Em 2022, Jair completou 150 jogos com a camisa do Galo, ele oscilou durante a temporada, porém terminou com 48 partidas, marcou um gol e deu outras quatro assistências.
Jair encerrou sua passagem no Galo com 171 partidas, ele balançou as redes em 13 oportunidades e deu 10 assistências.

### Vasco da Gama

#### 2023
O Vasco da Gama anunciou em 13 de janeiro de 2023, a contratação de Jair, volante de 28 anos que estava no Atlético Mineiro, com contrato válido por três anos até o fim de 2025. O jogo em que o  Volta Redonda venceu o Vasco por 2 a 1, válido pela 5ª rodada da Taça Guanabara marcou a estreia de Jair no time da Colina.
O atleta foi importante no jogo contra o América Mineiro, entrando no decorrer do jogo, marcando um gol no fim da partida, fazendo o clube sair da zona de rebaixamento após três vitórias consecutivas da equipe.
Ao longo da temporada, o atleta alternou entre a titularidade e o banco de reservas, porém juntamente com o elenco, conseguiu o objetivo de manter o clube na Série A.

#### 2024
Após uma vitoriosa pré-temporada, o atleta conquistou a titularidade novamente do elenco por pouco tempo, já que levou um cartão vermelho na 4ª partida do Estadual. Voltando de suspensão, Jair lesionou-se na 6ª rodada do Campeonato Carioca durante o Clássico dos Milhões. Sua lesão foi considerada grave e o meio-campista perdeu mais da metade da temporada tratando de sua ruptura no ligamento do joelho esquerdo.
Em 24 de outubro de 2024, já recuperado da ruptura do ligamento do joelho, o atleta entrou no segundo tempo na partida contra o Cuiabá, na qual sua equipe venceu por 1 a 0, válido pelo Campeonato Brasileiro.
Na 37ª rodada do Campeonato Brasileiro, após 10 meses, o atleta voltou a ser titular da equipe comandada por Felipe, na vitória por 2 a 0 contra o Atlético Mineiro. O atleta ainda se emocionou com a volta de Paulinho, seu companheiro de equipe, que também passou grande parte da temporada lesionado.

## Estatísticas
Atualizado em 11 de agosto de 2022.
| Clube             | Temporada         | Liga  | Liga | Copa  | Copa | Continental | Continental | Outros | Outros | Total | Total |
| Clube             | Temporada         | Jogos | Gols | Jogos | Gols | Jogos       | Gols        | Jogos  | Gols   | Jogos | Gols  |
| ----------------- | ----------------- | ----- | ---- | ----- | ---- | ----------- | ----------- | ------ | ------ | ----- | ----- |
| Internacional     | 2014              | 1     | 0    | 1     | 0    | 0           | 0           | 0      | 0      | 2     | 0     |
| Internacional     | 2016              | 2     | 0    | 0     | 0    | 0           | 0           | 5      | 0      | 7     | 0     |
| Internacional     | Total             | 3     | 0    | 1     | 0    | 0           | 0           | 5      | 0      | 9     | 0     |
| Rio Verde         | 2017              | —     | —    | —     | —    | —           | —           | 2      | 0      | 2     | 0     |
| Boa Esporte       | 2017              | 1     | 0    | 0     | 0    | —           | —           | 0      | 0      | 1     | 0     |
| Veranópolis       | 2018              | —     | —    | —     | —    | —           | —           | 12     | 0      | 12    | 0     |
| Juventude         | 2018              | 18    | 0    | 0     | 0    | —           | —           | 0      | 0      | 18    | 0     |
| Sport             | 2018              | 13    | 2    | 0     | 0    | —           | —           | 0      | 0      | 13    | 2     |
| Atlético Mineiro  | 2019              | 13    | 2    | 2     | 0    | 12          | 1           | 7      | 1      | 34    | 4     |
| Atlético Mineiro  | 2020              | 28    | 4    | 2     | 0    | 2           | 0           | 11     | 2      | 43    | 6     |
| Atlético Mineiro  | 2021              | 28    | 2    | 8     | 0    | 7           | 0           | 3      | 0      | 46    | 2     |
| Atlético Mineiro  | 2022              | 18    | 1    | 1     | 0    | 7           | 0           | 9      | 0      | 35    | 1     |
| Atlético Mineiro  | Total             | 87    | 9    | 13    | 0    | 28          | 1           | 30     | 3      | 158   | 13    |
| Total na carreira | Total na carreira | 122   | 11   | 14    | 0    | 28          | 1           | 49     | 3      | 213   | 15    |

1. 1 2  Jogos de Campeonato Gaúcho
2. ↑  Jogos de Campeonato Goiano
3. ↑  Seis jogos de Copa Libertadores, seis jogos e um gol de Copa Sul-Americana
4. 1 2 3  Jogos de Campeonato Mineiro
5. ↑  Jogos de Copa Sul-Americana
6. 1 2  Jogos de Copa Libertadores
7. ↑  Oito jogos de Campeonato Mineiro, um jogo de Supercopa do Brasil

## Títulos

#### Internacional
- Campeonato Gaúcho: 2013, 2014, 2015, 2016

#### Atlético Mineiro
- Campeonato Brasileiro: 2021
- Copa do Brasil: 2021
- Supercopa do Brasil: 2022
- Campeonato Mineiro: 2020, 2021 e 2022

#### Vasco da Gama
- Troféu Serie Río de La Plata: 2024 (Pablo Guiñazú / Juan Ahuntchain)[19][20]

### Prêmios individuais
- Troféu Guará para Melhor Volante: 2019
- Bola de Prata: 2021
- Prêmio Craque do Brasileirão: 2021